# 그 자신의 이야기
《그 자신의 이야기》(In His Own Write)는 존 레논이 처음 출판한 책이다. 1964년 3월 24일 발표된 이 책은 종종 초현실주의와 문학적 비상식을 전제로 하는 짧은 이야기와 시, 그리고 라인 드로잉이 수록되어 있다. 비틀즈의 멤버가 창조적 표현 수단을 책 형식으로 내보인 첫 프로젝트다. 이어 1965년에 레논은 《일하는 스페인 사람》을 출판하였다.

## 저술 배경
책을 쓴 존 레논은 "비틀즈가 순회공연을 다니기 시작했을 무렵, 공연이 끝나면 타자기를 꺼내 그저 생각나는 대로 두드렸습니다."라고 설명했다. 책은 레논이 학창시절에 창작했던 글과 삽화들, 《머지 비트》에 기고했던 글, 그리고 비교적 최근에 쓴 글들을 담고 있었다. 레논은 또한 비틀즈가 1963년 7월 일주일간 공연하던 해안도시 마게이트에서 대부분의 글을 썼다고 말했다. 조지 해리슨에 따르면, 책의 일부는 레논이 학창시절 그리고 쓴 만화 《데일리 하울》에서 발췌하였고, 책은 영화 《하드 데이즈 나이트》에도 등장한다고 한다.
1964년 3월 23일, 무의미한 사설과 뜻 모를 운문들의 모음집이었던 《그 자신의 이야기》는 조너선 케이프 출판사에서 작은 양장본으로 출간됐다. 레논의 말에 의하면 마이클 브라운이라는 레논의 미국인 친구가 글과 그림을 모아 출판사에 가져갔더니, 창작한 사람이 레논인 것을 모르던 출판사는 "멋진 걸요. 이거 책으로 내고 싶어요"라고 했다고 한다. 표지에는 비틀즈의 전속 사진작가 로버트 프리먼이 촬영한 레논의 사진을 썼다.

## 반응
저자 본인이 "아무것도 아니"고 "그저 재미있으라고 쓴 것"이라고 했지만 이 책은 10만 부가 넘게 팔렸고, 영국 베스트셀러 1위에 올랐다. 윌리엄 세익스피어의 탄생 400주기를 맞이해 런던의 서적상 포일이 준비한 유서 깊은 문학 조찬 모임에 레논이 참석한 지 나흘 되던 날인 4월 27일, 레논은 책의 성공을 기념하는 모임에 참석했다. 매니저 브라이언 엡스타인은 그가 참석은 했지만 연설은 하지 않고, 단상에서 "대단히 감사합니다. 다들 복 많게 생기셨군요." 한 마디 했다고 회상했다.
루이스 캐럴, 에드워드 리어, 제임스 서버 같은 작가들을 향한 애정이 드러난 그의 작품집이 《타임스 리터러리 리뷰》에서 "영어의 빈곤화를 두려워하는 사람들이라면 관심을 가질 만한 가치가 있다"라는 평가를 얻는 사이, 미국의 저명한 시사주간지 《타임》은 레논이 "영국 난센스 문학 전통을 계승하는 예상 밖의 후계자"라고 보도했다. 레논은 "노래 말고도 다른 분야에서 성공하면 기분 좋죠. 책을 출판해서 번 인세는 몇 푼 안되겠지만 그런 건 별로 중요하지 않습니다. 책 쓰는 게 좋으니까요."라고 소감을 전했다.

## 참고 문헌
- 브라이언, 사우널 (2014). 《The Beatles in 100 Objects》 [비틀즈 100]. 아트북스. ISBN 978-89-6196-172-1. 2017년 4월 25일에 확인함.
- 비틀즈 (2010). 《The Beatles Anthology》 [비틀즈 앤솔로지]. 오픈하우스. ISBN 978-89-93824-44-5. 2016년 11월 23일에 원본 문서에서 보존된 문서. 2017년 4월 25일에 확인함.